# みんなの広場だ!わんパーク
『みんなの広場だ!わんパーク』（みんなのひろばだ わんパーク）は、NHK教育テレビジョンで2000年4月8日から2003年4月6日まで放送されていた子供向け番組である。
混同しやすいものとして、「あつまれ!わんパーク」がある。これは当時の子供番組が多かった平日の7時台 - 9時の朝の時間帯、および再放送枠である16時 - 18時の夕方の時間帯の番組ゾーン名だが、番組ロゴの一部や初年度のオープニング、内包コーナーの多くが両方で放送歴があるなど共通点が多くある。また、「ソウルわんパーク」はこの番組が行われるステージを指す。

## 概要
収録は同時期に作られた、渋谷NHK内の仮設観覧ステージ建物の「テント2000みんなの広場」で行われ、「子供が歌ったり踊ったりできるライブ番組」であった。通常2週分収録が1日で行われた。観覧申し込みに応募して当選した子供や大人ら約200人ほどの前でステージが行われる。また、その収録模様は上部観覧窓から見ることが出来たため、収録日はテント内が常に混雑していた。内容は歌とダンスが中心。生バンドの演奏がほとんどだった。司会はミーオとダリオ（2000年度は人形のティーノ）、マスコットのスプー、子供5人によるGOダンサーがバックダンサーをつとめ、専属バンドが4人（初期はキーボードが2人）いた。この番組は毎週ゲストを数人呼ぶ形式で、様々なゲストが登場した。中でも、『おかあさんといっしょ』からの歌のお兄さんやお姉さん（OB・OG含む）からのゲストは多く、当時うたのおにいさんだった杉田あきひろは最多ゲスト出演を記録している。他にはNHK教育番組関連のゲストや、音楽関連のゲストなどで、この番組は子供向けNHK教育番組の顔ともなった。ゲスト不在の際に、レギュラースペシャルとして放送されるケースもあった。2003年4月6日の放送をもって、番組は終了した（収録は2月1日）。
放送終了後は、後番組である『夢りんりん丸』にミーオとGOダンサーがゲスト出演した。

## レギュラー出演者
ミーオ（平田実音）
当番組のMCであり、当初はアイドルと言う設定があった。歯切れの良い司会進行、ダリオのボケにうまく突っ込んだり、またライブ番組でしばしば起こるハプニングにも冷静に対応するなど、番組進行になくてはならない要であった。また、番組ではミーオの曲が多く作られていた。
ダリオ（戸田ダリオ）
DJティーノ（声：戸田ダリオ）の後任として2001年4月8日よりレギュラー出演となりミーオと共に番組MCを務めた。英語が得意で、また歌唱力も高く多くの歌を歌った。ペンギンの衣装を被ったコーナーでは「とだくん」として登場する。
2000年度も、ゲストとして2回出演。
スプー（声：川村万梨阿→2001年途中から橘ひかり）（人形操演：志村直子→桐島楓）
『おかあさんといっしょ』にて当時放送されていた人形劇『ぐ～チョコランタン』に登場する、着ぐるみマスコットキャラクター。
DJティーノ（声：戸田ダリオ）
操り人形。2001年3月31日の放送終了時に旅に出るという設定で、番組から去った。
GOダンサー
ダンス中心の子役事務所、アイビィーカンパニーから抜擢された小学生の男女5名で構成。1年目は主にバックダンサーであったが、2年目よりダンスコーナーの担当をしたり（先生と呼ばれた）、オンエア内のストーリーに絡むようになったりと、キャラを確立させ地位が大幅に向上した。また、同時期のおかあさんといっしょのファミリーコンサートにも複数回ゲスト参加している。番組内で大人顔負けのタップダンスを披露した事も数度ある。小泉もえこと上野紗也加を除き「おはロック隊」のメンバーでもある。
- 小泉もえこ（こいずみ もえこ）番組出演時：小4 - 小6 1991年2月21日生まれ 
- 堀広希（ほり ひろき）番組出演時：小3 - 小5 1991年9月5日生まれ
- 上野紗也加（うえの さやか）番組出演時：小3 - 小5 1991年11月30日生まれ
- 吉田佑（よしだ ゆう）番組出演時：小2 - 小4 1993年1月20日生まれ
- 板倉美穂（いたくら みほ）番組出演時：小1 - 小3 1994年1月12日生まれ

ナンバーわんパークバンド
ギター、ベース、キーボード、ドラムの4人で構成される番組専属のバンド。スプーのバンドという設定でもある（スプーはラッパ）。2年目からはバンド中心のコーナーが設けられ、存在感をアップさせた。メンバーは番組内の楽曲の作曲・編曲および音源作成も担当している。メンバーの本業はスタジオミュージシャンであり、ライブハウス中心に活動をしている。プライベートでも仲が良く、しばしばメンバーが揃ってライブを開くこともあり、バンドファンの母親が子連れでライブハウスに足を運ぶ光景が見られる事もあった。
- 後藤郁夫（ギター）
- 御供信弘（ベース）

- 佐治宣英（ドラム）
- 森下滋（キーボード、2000年度のみ）
- 宮崎裕介（キーボード、2001年度～2002年度）

## 番組の変遷
初年度の放送時間は、土曜日の17時から17時55分までの55分だった。初回は子供向けNHK教育番組の出演者が10名ほど出演。先述通り、ゲストは全体を通して『おかあさんといっしょ』出演者（当時現役のおにいさん・おねえさんや歴代のおにいさん・おねえさん）が多かった。当初は番組内に『ぐ〜チョコランタン』、『ぴりっとQ』、『英語であそぼ』、『おじゃる丸』、『ベイビーフィリックス』が内包されていた。また、1年目は当時あつまれ!わんパークの番組枠統一オープニングで使われていた茂森あゆみ（『おかあさんといっしょ』17代目うたのおねえさん）が歌うテーマソングが当番組のオープニングとしても放送され、映像も『あつまれ!わんパーク』のものをベースにしたものが使われた（なお、テーマソングである『ソウルわんパーク』は番組本編のオープニングとして1年目から使用）。
2年目からは、DJティーノの声を担当していたダリオが顔出しで出演。放送日が日曜日に変更（時間帯は同じ）。これを受けてオープニングの『ソウルわんパーク』の歌詞が変わり、番組のセットも明るいものに変わった。この年は前年度放送分を含め、番組のビデオも多く発売された。

## ゲスト
出演回数順に記載。初回の開店祝いに出演した分は除く。

### 『おかあさんといっしょ』の当時現役ゲストメンバー
杉田あきひろ（10回）
放送期間中は現役で『おかあさんといっしょ』のうたのおにいさんを務めていた。
つのだりょうこ（8回）
放送期間中は現役で『おかあさんといっしょ』のうたのおねえさんを務めていた。後番組の『夢りんりん丸』では、「りょうこキャプテン」として進行役を務めている。
タリキヨコ（6回）
放送期間中は現役で『おかあさんといっしょ』の『デ・ポン!』のおねえさんを務めていた。
佐藤弘道（5回）
放送期間中は現役で『おかあさんといっしょ』のたいそうのおにいさんを務めていた。番組放送当時、『おかあさんといっしょ』では「あ･い･うー」を担当していたが、番組内でたいそうのおにいさん就任から3年間担当した「ぞうさんのあくび」を久々に披露したことがあった。

### 『おかあさんといっしょ』の歴代OB・OGゲストメンバー
森みゆき（7回）
後期では他のゲストとの共演でカバーしていた。また、ゲスト出演当時アメリカ在住であった事から、番組内でアメリカでの生活についても語っている。
速水けんたろう（7回）
坂田おさむ（5回）
『おかあさんといっしょ』同様に多数の曲を提供。2002年には娘の坂田めぐみと共に出演。西武ドームのイベントでは、メイン進行を務めた。
茂森あゆみ（3回）
松野ちか（3回）
神崎ゆう子（1回）

### その他のゲスト
影山ヒロノブ（9回）
アニメソングのみならず、むしまるQ関係の曲も多く披露。
内田順子（6回）
ソロよりも影山ヒロノブや瀧本瞳と一緒のゲスト出演が多かった。
瀧本瞳（5回）
ワンマンライブのノリで出演。西武ドームのイベントのメインキャストでもある。
ナディア・ギフォード（5回）
王健（5回）
クリステル・チアリ（4回）
ダリオがレギュラーになってからも『英語であそぼ』時代のノリでダリオに接していた。
新納慎也（4回）
にこにこぷんがやってきたのおにいさん。姓が難読なため「にいろしんや」とクレジットされていた。
羽生未来（3回）
1度収録予定日を前に闘病に入ったため、出演をキャンセルしている。
中右貴久（3回）
にこにこぷんがやってきたのおにいさん。
ストレッチマン（宇仁菅真）（3回）
このうち1回はストレッチマンではなく本名の宇仁菅真名義で出演。
- 以下2回

りなちゃん（斉藤里奈）&ワンワン
グッチ裕三
笹本玲奈
一度は「ラン・ハンジュク」役で伊倉愛美と共に出演
関沢圭司
にこにこぷんがやってきた!のおにいさんで、インラインスケートのプロ。
坂田めぐみ
坂田おさむの実娘。父とのギター連弾を聴かせた。
ワクワクさん（久保田雅人）
ウガンダ・トラ
クリスマス直近の回でサンタ役。
シキーニョ
ユールファミリー
ギニアのジェンベ奏者集団。
- 以下1回

伊倉愛美
笹峰愛
「あつまれ!わんパーク(週末版)」に出演。
石川ハルミツ
「もっとわんパーク」の作曲者。出演時に新曲「ドスコイマン」を提供。放送終了後の復活コンサートおよび後番組『夢りんりん丸』のバンドメンバーとなる。
みやざきみえこ
「チューチューガリガリ」の作詞作曲。
石川ひとみ
出演時に、彼女のファンだったというダリオが興奮し、ミーオが嫉妬していた。
井上あずみ
となりのトトロなど数々のジブリ作品の主題歌、童謡を歌っている。
鳴瀬喜博
ベースベーダーとしてバンドコーナーに登場。音楽におけるベースの大切さを子どもたちに説いた。
遠藤正明
ティンクティンク
岩崎良美
目黒祐樹
2002年のサンタ役。
岩本恭生
最終回ではないが、最終収録のゲスト。十八番の和田アキ子のものまねを披露した。
クロスカラーズ
アリシオン
2000年度のうたっておどろんぱに出演していたアリ(外山亜里奈)、シオリ(鈴木詩織)の番組内ユニット。
マルカート（タテヤマユキ）
ほか

## 番組内で歌われた主な曲
ソウルわんパーク
2年目以降は放送日が土曜日から日曜日になったのを受けて、歌詞が「サタデーナイト（土曜の夜）」の部分が「みんなで」に変更。
チェッチェッコリ
ガーナの遊び歌で、全般通じて大変多く歌われた曲。本番組終了直前の2003年3月下旬頃からサッポロ飲料「まる福茶」のコマーシャルソングにも使われた。
おしえて、ミーオ！
ミーオが「女の子には役に立つ呪文があるの」といいながら最後には「教えてあげない」というストーリー風のコミカルな曲。
ダンスダンスわんパーク
番組開始時から歌われたダンス曲。
ダメ ダメ ダーメ！
この曲からGOダンサーが本格的にボーカルに加わる。里乃塚玲央作詞・坂田おさむ作曲 後藤郁夫編曲。
GO!GO!ミーオ
2年目より歌われた。サビの歌詞の間違いが起こりやすく、特にGOダンサーの佑が間違えたままでオンエアされたことがままあった。作詞はもりちよこ、作曲はバンドのギター、後藤郁夫が担当。
ユメフル・カラフル
2年目夏より歌われたオリジナル曲。GOダンサーにとってはソロを歌うなど、彼らがはじめて大きく前面に出た曲だった。須藤まゆみ作詞・内藤慎也作曲。おかあさんといっしょスペシャルステージ2024で再演となった。
ラジャ・マハラジャー
NHKみんなのうたのヒット曲のカバー。GOダンサー女子3人はインド民族衣装姿であった。
ぼくらナンバーわんパークバンド
この曲はバンドのテーマソングとしてバンドコーナーで演奏。毎回違うソロ回しが楽しめた。様々なバージョンがありバンドの魅力を引き出していた。作詞作曲はギターの後藤郁夫が担当。
パラパラアイアイ
童謡の定番曲、「アイアイ」をユーロビート風のパラパラに編曲したもの。編曲は、内藤慎也。歌唱は、川村万梨阿。スプーがメインであるが、『おかあさんといっしょ』で歌われたことはなく、本番組オリジナル。さらに、GOダンサーの広希と佑はサルの着ぐるみを着用していた。後継番組である『夢りんりん丸』に川村がゲストとして出演した際にも本曲が披露されている。
じゃまをしてもいいですか
3年目の後期に作られたミーオのソロ曲。里乃塚玲央作詞・池毅作曲
ハイ・ハイ・HIGH!
坂田おさむが番組に提供した曲。この曲は後番組『夢りんりん丸』でも多く歌われた。間奏の後藤郁夫のギターソロは毎回違うバージョンだった。
フレンド
3年目より歌われた。ミーオとダリオのデュエット。ダリオの歌唱力がミーオの歌唱力をかなりカバーしていた。もりちよこ作詞・後藤郁夫作曲
恋のダイヤル6700
フィンガー5のカバーで、GOダンサー5人により歌われた。メインヴォーカルは堀広希。
ニッポンのたぬき
むしまるQゴールドで放送された曲。GOダンサー女子3人はたぬきをイメージした衣装姿であった。
チューチューガリガリ
みやざきみえこが番組に提供した曲。テンポが速くなるため振り付けが難解な事から、ミーオが挑戦することが定番となっていた。
コラサォンカルナバル
シキーニョが番組に提供した曲。日本語で「心のカーニバル」といった意味。後番組『夢りんりん丸』でも歌われている。
手と手をつなごう!
間奏部分ではGOダンサーがステージを降りて客席の子供達と手を繋ぐ。つのごうじ作詞・作曲、原曲は影山ヒロノブ「Mixture～影山ヒロノブベストセレクション3～」に収録。番組バージョンの編曲はギター後藤郁夫が担当。
空はリンドンリンドン
影山ヒロノブ作曲で別れ・卒業がテーマとなっており、3年目の終盤に頻繁に歌われた。 後番組『夢りんりん丸』でも歌われている。
ダンシングメイト
うたっておどろんぱ!で放送された曲。最終回でのみ歌われた曲で、卒業や友情を明るく歌った曲。
作詞 坂田修  作曲 大森俊之
もっとわんパーク
2年目以降のエンディング曲。毎週番組を盛り上げて終わる為の大切なポジションとして歌われていた。

## 通常収録以外のイベント
教育フェア　ユメフルカラフルアワー
2001年11月18日、NHK局舎内の特設ステージで行われた、通常の公開収録以外初のイベント
うたっておどればユメフルカラフル
2002年5月6日、さいたま新都心けやきひろばで行われたイベント。バンドの生演奏はないものの、ほぼ番組収録と同様のノリだった。日韓共催ワールドカップサッカー開幕前でもあり、サッカーにちなんだストーリーが展開されていた。
ぐ～チョコランタンとゆかいな仲間の大行進～ドーム・夢のわんパーク広場～　
2002年9月21日～9月23日、西武ドームにて坂田おさむ、瀧本瞳、松野ちか、輪島直幸、どーもくん、『BSおかあさんといっしょ』のメンバーらと行ったイベント。タイトルに「わんパーク」の文字は入っているものの、本番組のメンバーの正味の出演時間は全公演時間の1/4程度であり、後半からのゲスト的な出演であった（番組オンエアのスタッフロールでのクレジットでは坂田おさむが筆頭）。このイベントにはアイビィーカンパニーから10人応援ダンサーが派遣され、その中には後番組の『夢りんりん丸』のプチクルーとなったメンバーもいた。
- 2002年夏に富士急ハイランドでもイベントが予定されていたが、中止となった。
- GOダンサーの所属事務所、アイビィーカンパニー主催のイベントで番組の片鱗を見せることが2000年～2001年にはよくあり、宣伝活動の一環になっていた。

## 販売された作品

### CD
- みんなの広場だ!わんパーク ベストヒットアルバム（2001年9月29日発売）

### ビデオ
ぐ〜チョコランタンとゆかいな仲間の大行進以外はいずれも株式会社ポニーキャニオンから販売されていた。
- NHKみんなの広場だ! わんパーク〜ようこそ！夢のダンスワールドへ〜（2000年12月20日発売）
- NHKみんなの広場だ! わんパーク〜うたっておどろう！わんパーク〜（2001年1月17日発売）
- NHKみんなの広場だ! わんパーク〜みんなあつあれ！ゲストスペシャル1〜（2001年4月4日発売）
- NHKみんなの広場だ! わんパーク〜みんなあつあれ！ゲストスペシャル2〜（2001年5月16日発売）
- NHKみんなの広場だ! わんパーク〜うたっておどってわくわくランド〜（2001年9月19日発売）
- NHKみんなの広場だ! わんパーク〜うたって おどれば ユメフル カラフル〜（2001年10月17日発売）
- NHKみんなの広場だ! わんパーク〜みんなあつまれ！オーマイフレンズ〜（2002年9月19日発売）
- ぐ〜チョコランタンとゆかいな仲間の大行進〜ドーム・夢のわんパーク広場～（DVDもあり） （2003年1月24日発売）